# Åke Stenstedt
Åke Gustaf Stenstedt, född 5 mars 1922 i Stensele församling, Västerbottens län, död 24 oktober 1969 i Järfälla församling, Stockholms län, var en svensk psykiater. 
Stenstedt, som var son till byggmästare Fritz Johansson Stenstedt och Lilly Ljung, avlade studentexamen i Umeå 1941, blev medicine licentiat i Stockholm 1948, medicine doktor 1952  på avhandlingen A study in manic-depressive psychosis: clinical, social and genetic investigations, docent vid medicinska högskolan i Umeå 1960 och vid Karolinska Institutet i Stockholm 1961. Han innehade olika amanuens-, assistent- och läkarförordnanden 1944–1947, blev tillförordnad förste underläkare på psykiatriska kliniken vid Karolinska sjukhuset 1947, förste underläkare 1949, biträdande läkare 1953, förste underläkare på neurologiska kliniken vid Serafimerlasarettet 1953, tillförordnad förste underläkare medicinska kliniken 1956, tillförordnad förste underläkare på medicinska kliniken Karolinska sjukhuset 1956, förste underläkare på Beckomberga sjukhus 1958, biträdande läkare på Långbro sjukhus 1959, var lärare i psykiatri vid medicinska högskolan i Umeå och biträdande överläkare 1960, biträdande överläkare på psykiatriska kliniken vid Sankt Görans sjukhus från 1961. Han var vice ordförande i Medicinska föreningen i Stockholm 1946–1947. Han författade skrifter i psykiatri. Han ingick 1953 äktenskap med medicine licentiat Karin Deines och var far till Marianne Stenstedt. Åke Stenstedt är gravsatt i minneslunden på Skogskyrkogården i Stockholm.